# Тай Кобб
Тайрус Реймонд Тай Кобб (18 грудня 1886 — 17 липня 1961) — американський професійний бейсболіст, який виступав у Вищій лізі бейсболу на позиції аутфілдера. Кобб народився в невеликому фермерському співтоваристві Нерроус (штат Джорджія), яке в той час не мало статусу ні міста, ні села. Більшу частину своєї професійної кар'єри він провів у клубі «Детройт Тайгерз», причому останні шість років як граючий менеджер. Кар'єру Кобб закінчив в клубі «Філадельфія Атлетикс». У 1936 році Кобб отримав найбільше голосів, 222 з 226 можливих, в голосуванні на введення в бейсбольний Зал слави.
За свою кар'єру Кобб встановив 90 рекордів МЛБ, причому на 2013 рік він досі утримує низку рекордів, включаючи рекорд по середньому відсотку відбивання за кар'єру (36,6 або 36,7 залежно від джерела) і за кількістю титулів чемпіона ліги за отбиванию — 11 (або 12 в залежності від джерел). Більше п'ятдесяти років він утримував такі рекорди, а кількість хітів за кар'єру, який був побитий тільки в 1985 році[6][7], кількістю ранов за кар'єру до 2001 року[8], кількістю зіграних ігор за кар'єру і кількістю виходів на биту до 1974 року і кількістю вкрадених баз до 1977 року. Йому досі належить рекорд за кількістю вкрадених домашніх баз — 54.
Після закінчення ігрової кар'єри Кобб заснував університетську стипендію для жителів Джорджії, яка фінансувалася з його інвестицій в компанії Coca-Cola і General Motors

## Раннє життя
Тай Кобб народився в 1886 році в невеликому сільському співтоваристві фермерів Нерроус (штат Джорджія), яке на той час не мало статусу ні міста, ні села. Тай став першим з трьох дітей Вільяма Хершиля Кобба (1863—1905) і Аманди Читвуд Кобб (1871—1936). Першими бейсбольними командами у Кобба були «Ройстон Ромперс», «Ройстон Редс» і «Серпня Туристс» з Південно-атлантичної ліги, остання з яких звільнила Тайа вже через два дні. Пішовши з «Туристс», Кобб спробував свої сили в «Енністон Стиллерз» — напівпрофесійної команді з Теннессі-Алабамской ліги. Йдучи в цю команду він отримав від батька таке напуття: «Не повертайся з невдачею». У новій команді Коббу платили 50 доларів в місяць. Граючи в «Стиллерз» Тай став писати листи, підписуючи їх різними іменами, спортивного редактору Atlanta Journal Грентленду Райсу. Ці дії не залишилися непоміченими, і, одного разу, Райс написав невелику замітку, в якій говорилося «молодий хлопець Кобб, здається демонструє неабиякий талант». У «Стиллерз» Кобб провів три місяці, після чого повернувся в «Туристс», де відіграв до кінця сезону 35 матчів з відсотком відбивання 23,7. У серпні 1905 року керівництво «Туристс» продало Кобба в клуб Американської ліги «Детройт Тайгерс» за 750 доларів.